# Эшер фон дер Линт, Ганс Конрад
Ганс Конрад Эшер фон дер Линт (нем. Hans Conrad Escher von der Linth; 24 августа 1767[…], Цюрих — 9 марта 1823[…], Цюрих) — швейцарский геолог, минералог, инженер, художник (топограф-рисовальщик), политический и государственный деятель, известный своей благотворительной деятельностью. Прославился как руководитель регулирования реки Линт, что принесло ему посмертно почётную приставку к фамилии «фон дер Линт». Отец Арнольда Эшера фон дер Линт (1807—1872), профессора геологии Цюрихского университета и Политехникума.

## Биография

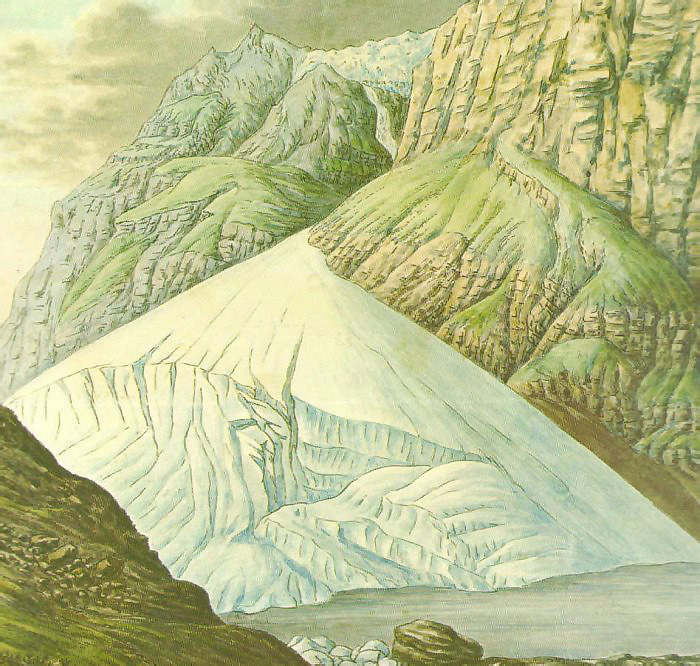
Рисунок Г. К. Эшера. 23 июля 1818

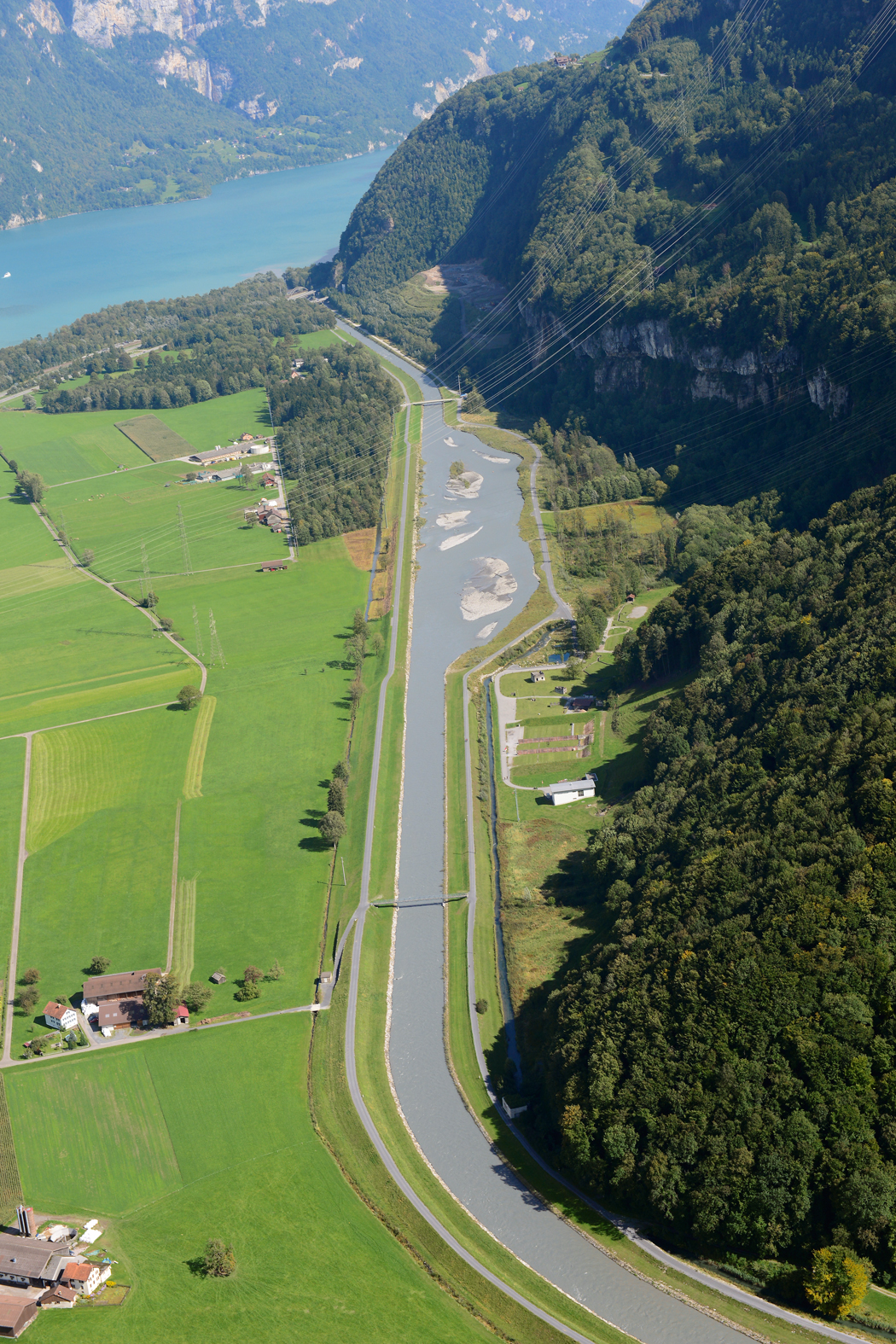
Эшерский канал

Родился 24 августа 1767 в Цюрихе в очень богатой и влиятельной семье Эшер фом Глас (Escher vom Glas). Сын Ганса Каспара Эшера (Hans Caspar Escher; 1729—1805) и Анны Доротеи Ландольт (Anna Dorothea Landolt; 1735—1817), внук по материнской линии Ганса Каспара Ландольта (Hans Caspar Landolt; 1702—1781), бургомистра Цюриха, а по отцовской линии — внук Ганса Конрада Эшера (Hans Conrad Escher; 1691—1743), директора торговой палаты (Kaufmannschaft) Цюриха и правнук Генриха Эшера (Heinrich Escher; 1626—1710), бургомистра Цюриха, который в 1697 году привёз рецепт шоколада из Брюсселя, племянник политика Генриха Эшера (Heinrich Escher; 1713—1777).
Его отец Ганс Каспар Эшер вместе с братьями вёл процветающий текстильный бизнес, был членом правительства Цюриха. В 1777 году он также унаследовал состояние бездетного брата Генриха Эшера.
Ганс Конрад был вторым из двенадцати детей от второго брака отца.
С 1779 по 1782 год Эшер посещал художественную школу (Kunstschule) в Цюрихе, основанную в 1772 году, и учился пейзажному рисунку и офорту у Иоганна Бальтазара Буллингера (Johann Balthasar Bullinger; 1713—1793).
В 1784—1785 годах он пробыл в Женеве девять месяцев. С августа 1786 года по сентябрь 1788 года путешествовал по странам Европы в своей образовательной поездке, с двухмесячным пребыванием в Париже и Лондоне. В 1787–1788 гг. изучал в течение двух семестров естественные науки в Гёттингенском университете, где учился у Георга Кристофа Лихтенберга. Путешествовал в Гамбург, Бремен, Ганновер, Берлин и Дрезден, на гору Броккен в горах Гарц. В 1788 году путешествовал в Италию через Нюрнберг, Вену, Венецию. Более долго жил в Неаполе и Риме. Обратный путь совершил через Геную, Милан, Турин в Женеву. Совершил путешествие в Монпелье.
В 1789 году стал торговцем шёлком.
С 1791 по 1822 год натуралист почти каждый месяц совершал (в общей сложности 191) геогностическое путешествие в горы, почти всегда пешком, и стал лучшим знатоком топографии, минералогии и геологии Швейцарии своего времени. С 1795 по 1821 год опубликовал в различных журналах 25 геологических трактатов. С 1805 по 1818 год геолог подготовил многочисленные отчёты о горных работах, оползнях, гидротехнических сооружениях на озёрах и реках. С 1793 по 1796 и с 1807 по 1815 годы Эшер читал публичные и бесплатные лекции по политике и государственной экономике в Цюрихе.
За 42 года путешествий в горы Эшер создал более 1000 «геогностических рисунков», как он их скромно называл, с видами в значительной степени неизведанных Альп. Среди них 118 панорам длиной от 40 см до 4 м, среди которых 78 — с углом раскрытия 45°, 17 — половинные (180°), 12 — с бо́льшим углом раскрытия, а 11 — полные (360°). Его художественные работы никогда не выставлялись, однако автор показывал их заинтересованным современникам, среди которых натуралист Иоганн Готфрид Эбель (1764—1830), картограф Генрих Келлер и политик, государственный деятель и учёный Ганс Генрих Фюсли (1745—1832). Работы хранятся в коллекции Швейцарской высшей технической школы Цюриха и коллекции Центральной библиотеки Цюриха.
С февраля 1798 по март 1801 года вместе с Паулем Устери (1768—1831) редактировал газету Schweizerischer Republikaner, которую Устери основал.

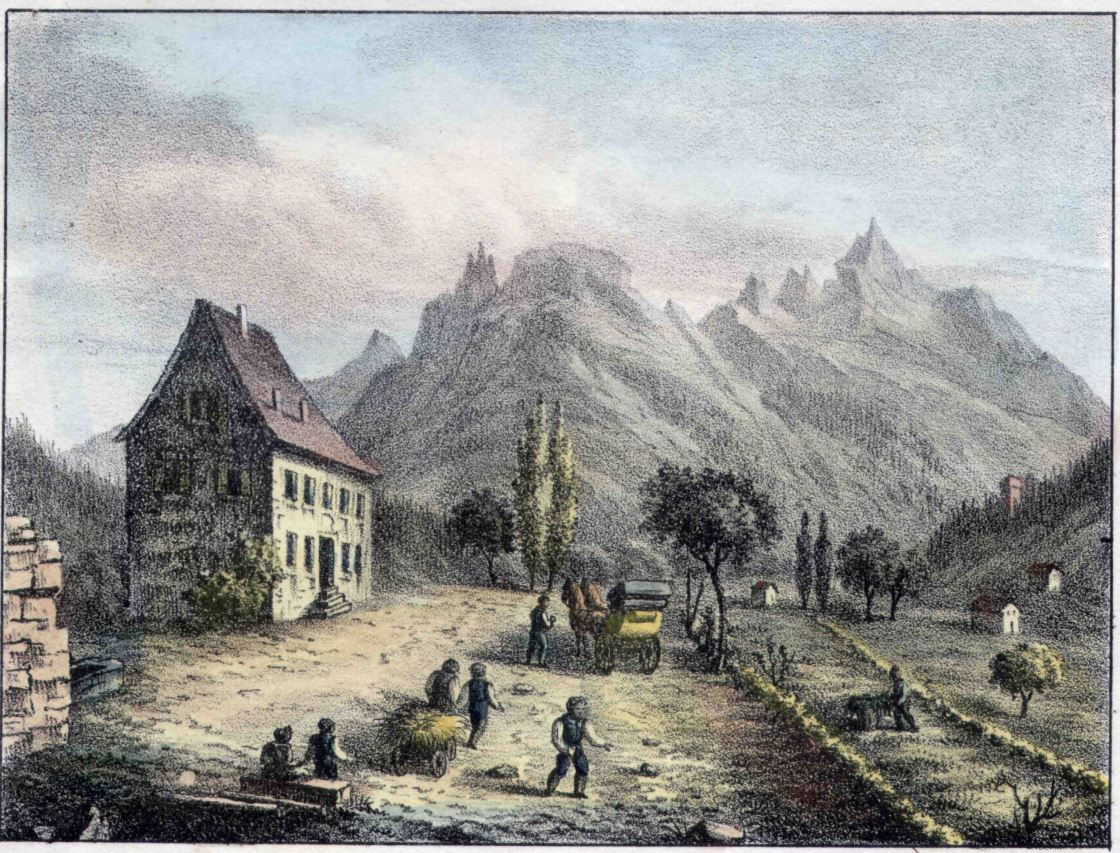
Линтская колония в 1831 году

Был членом Большого совета (нижней палаты парламента) Гельветической республики (1798—1800). Учредительный совет Большого совета прошёл 12 апреля 1798 года. Он стоял в качестве президента во главе Большого совета, когда Совет переехал в Люцерн в сентябре 1798 года. 7 августа 1800 года Большой совет был распущен. После его роспуска стал членом созданного временного Законодательного совета (Gesetzgebende Rat) из 43 членов. В 1802 году был военным директором в Малом совете кантона Цюрих. С 1803 года был членом совета по образованию кантона Цюрих, с 1807 года — президент Гельветического общества. С 1814 года член Большого и Малого совета, а также член правительства (Staatsrat) кантона Цюрих. В 1817—1821 гг. — администратор федерального Военного фонда. Был спонсором кантональной сельскохозяйственной школы для бедных, основанной в 1818 году в Блезихоф-Тёс, недалеко от реки Тёс (округ Винтертур). Российский император Александр I в 1818 году выделил Швейцарии 100 тысяч рублей золотом в качестве гуманитарной помощи. Часть из этих денег Эшер передал в 1819 году на основание Линтской колонии, учебного заведения для мальчиков-сирот, недалеко от Цигельбрюкке.
Ганс Конрад Эшер ещё в 1793 году начал исследование и с 1802 года исключительно предался делу регулирования реки Линт. 28 июля 1804 года благодаря усилиям Эшера сейм (тагзатцунг) одобрил строительство, которое началось в начале сентября 1807 года. Была создана наблюдательная комиссия с Эшером во главе. С 1807 года до смерти Ганс Конрад Эшер в качестве президента наблюдательного комиссии управлял регулированием реки Линт (Linthwerk) — первого в Швейцарии национального государственного предприятия, первой в Швейцарии работы по регулированию крупной реки с выполнением крупных гидротехнических работ. Поскольку Эшер был профаном в гидротехнике, технической стороной первоначально руководил инженер Иоганн Готфрид Тулла, закончивший Политехническую школу в Париже. В 1808 году Эшер взял на себя всю техническую сторону задачи. 8 мая 1811 года был открыт Моллизерский канал (Molliserkanal) длиной 6 км, который проводит воду Линта от Моллиса в озеро Валензе. Велись работы по сооружению Линсткого канала. Продолжению работ мешал период Реставрации, начавшийся в 1814 году. 12 июня 1823 года Малый совет кантона Цюрих пожаловал Эшеру почётную приставку к фамилии «фон дер Линт», что было подтверждено сеймом 14 августа 1823 года. Поскольку почётная приставка к фамилии передавалась только потомкам мужского пола, а единственный сын Арнольд Эшер (1807—1872) оставался бездетным, приставка «фон дер Линт» вымерла вместе с ним.
Поскольку Эшер заработал репутацию гидротехника, он также руководил работами по регулированию течения рек Глатт и Рейн (у Зарганса).
Умер 9 марта 1823 года в Цюрихе.
На берегах реки Линт ему поставлен памятник. Моллизерский канал был переименован в его честь в Эшерский канал (Escherkanal).

## Личная жизнь
В 1789 году женился на Регуле фон Орелли (Regula von Orelli), дочери Саломона, сеньора Бальдингена и члена цюрихского правительства. У пары было девять детей, из которых выжил только Арнольд (род. 1807).